# Can the Can
«Can the Can» es una canción interpretada por la cantautora estadounidense Suzi Quatro. Fue publicada el 27 de abril de 1973 a través de Rak Records.
Este sencillo convirtió a Quatro en la primera bajista femenina en convertirse en una gran estrella del rock y, por lo tanto, rompió una barrera para la participación de las mujeres en la música rock.

## Antecedentes
Para «Can the Can›, Quatro había organizado su propia banda, que había realizado una gira por el Reino Unido como teloneros de Slade y Thin Lizzy, y tenían nuevos compositores/productores, Mike Chapman y Nicky Chinn.
La canción fue escrita, compuesta y producida por Chapman y Chinn. Según el compositor Nicky Chinn, la frase “can the can” significa “... algo que es bastante imposible, no puedes meter una lata dentro de otra si son del mismo tamaño, así que decimos que no puedes poner tu hombre en la lata si está ahí afuera y no está dispuesto a comprometerse”.

## Música y letra
«Can the Can» ha sido descrita como una canción de glam rock y hard rock.
La canción trata sobre una mujer que intenta aferrarse a su pareja romántica y mantenerlo leal. La letra usa imágenes de animales, y se hace referencia a la madre de la mujer como un “tigre” y a su novio como un “águila”. La letra también menciona a la hermana de la mujer y cómo ella tiene un “toque felino” y cómo al novio le gusta “un poco de amor malvado”.

## Recepción de la crítica
El crítico de AllMusic, Mark Deming, describe «Can the Can» como “una explosión de glam rock que combinaba canciones al estilo de los años 1950 con la poderosa voz de Quatro”.

## Rendimiento comercial
«Can the Can» se convirtió en el primer éxito comercial de Quatro, alcanzando el puesto #1 en el Reino Unido durante la semana del 16 de junio de 1973. También alcanzó la posición #1 en Alemania, Australia y Suiza. El 1 de agosto de 1973, fue certificado con un disco de plata  por la Industria Fonográfica Británica (BPI). El sencillo se convirtió tardíamente en un éxito moderado en los Estados Unidos, alcanzando el puesto #56 durante la semana del 14 de febrero de 1976.

## Posicionamiento

### Gráfica semanal
| Gráfica (1973–74)                       | Pico de posición |
| --------------------------------------- | ---------------- |
| Alemania (Official German Charts)       | 1                |
| Australia (Go-Set)                      | 1                |
| Australia (Kent Music Report)           | 1                |
| Austria (Ö3 Austria Top 40)             | 2                |
| Bélgica (Flandes) (Ultratop 50 Singles) | 5                |
| Bélgica (Valonia) (Ultratop 50 Singles) | 5                |
| Francia (IFOP)                          | 8                |
| Irlanda (Irish Singles Chart)           | 5                |
| Países Bajos (Nederlandse Top 40)       | 14               |
| Países Bajos (Single Top 100)           | 13               |
| Reino Unido (UK Singles Chart)          | 1                |
| Suiza (Schweizer Hitparade)             | 1                |

| Gráfica (1976)                     | Pico de posición |
| ---------------------------------- | ---------------- |
| Estados Unidos (Billboard Hot 100) | 56               |
| Estados Unidos (Cashbox Top 100)   | 62               |

### Gráfica de fin de año
| Gráfica (1973)                          | Pico de posición |
| --------------------------------------- | ---------------- |
| Australia (Go-Set)                      | 16               |
| Australia (Kent Music Report)           | 7                |
| Austria (Ö3 Austria Top 40)             | 15               |
| Bélgica (Flandes) (Ultratop 50 Singles) | 65               |
| Francia (IFOP)                          | 28               |
| Países Bajos (Single Top 100)           | 100              |
| Suiza (Schweizer Hitparade)             | 4                |

## Certificaciones y ventas
| País              | Certificación | Ventas  |
| ----------------- | ------------- | ------- |
| Reino Unido (BPI) | Plata         | 250,000 |